# Aanetun
Aanetun (‘A’ă-ne’-tŭn), nekadašnje selo Tututni Indijanaca, jednog od plemena iz skupine Pacifičkih Atapaska, koje se nalazilo na oregonskoj obali. Spominje ga Dorsey u Journ. Am. Folk-lore, 111, 236, 1890.